# Pueblo estonio

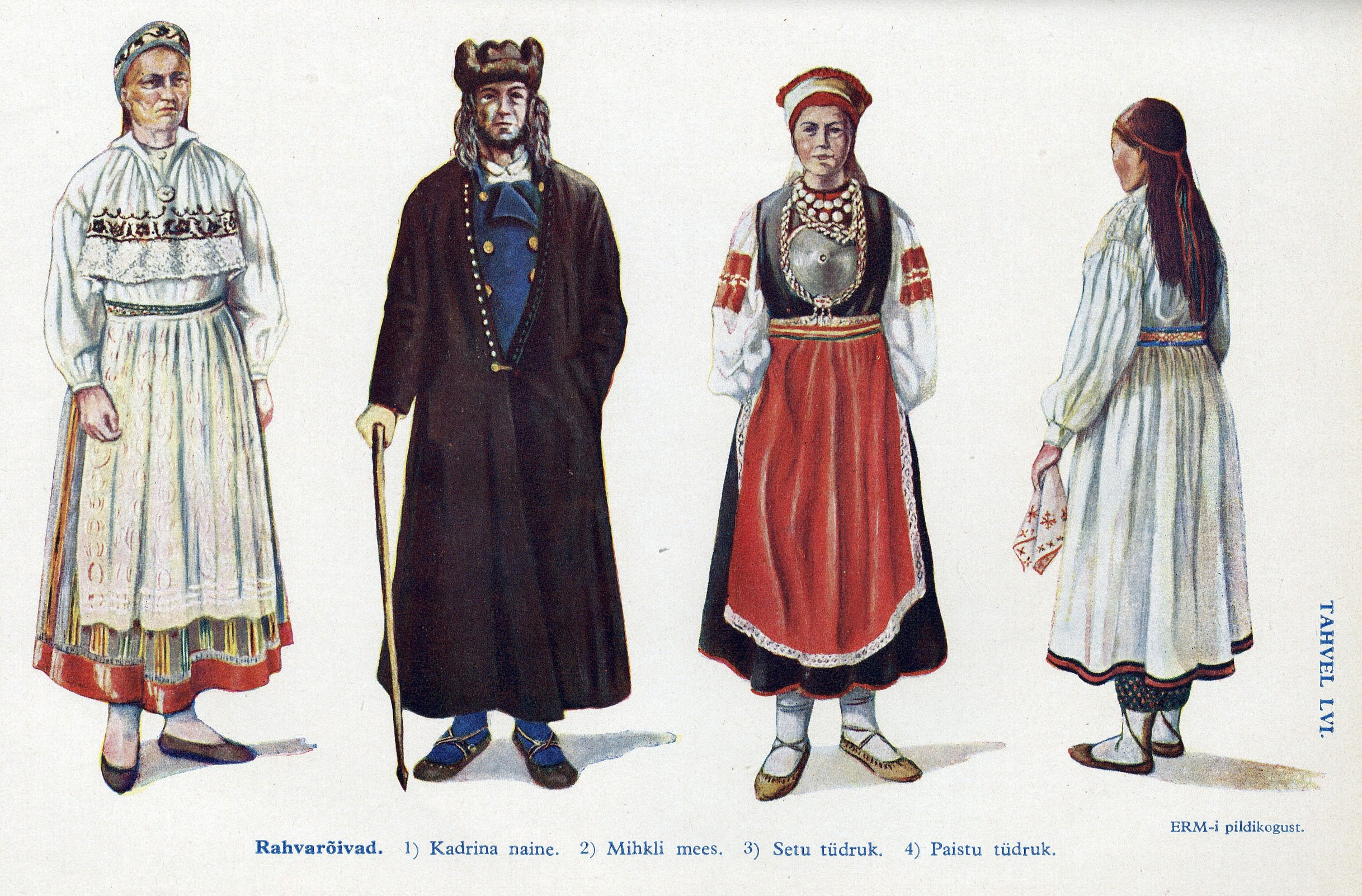
Vestimentas tradicionales de los estonios.

El pueblo estonio (en estonio: eestlased) es un grupo étnico fino-báltico que cuenta con su estado-nación: Estonia

## Denominación
El término estonio en español se utiliza para denominar a los habitantes de Estonia, o sea, a las personas que en dicho territorio se encuentran arraigadas por vínculos familiares, laborales, y culturales. No obstante, una cuarta parte de la población Estonia es de origen ruso, legado de la inmigración masiva durante la época soviética (1944-1991), aunque muchos de ellos ya se han nacionalizado. También existen otras minorías de inmigrantes como los ucranianos, bielorrusos y fineses. 
Además, se encuentran dentro del país otros pueblos autóctonos como los seto y los võro, aunque su grado de diferenciación de los estonios aún está por ser bien establecida; las diferencias en gran medida se sustentan en sus respectivas tradiciones culturales e históricas, manifestada en una lengua propia como es el caso del idioma võro y el idioma seto, y en una religión distinta a la luterana que históricamente han profesado los estonios, como es la ortodoxa por parte del pueblo seto.

## Población
Los estonios son el grupo étnico más numeroso de Estonia con 914.896 habitantes en 2021 lo que constituye el 69 por ciento de la población total. Además también existe un nutrido grupo de estonios en el exilio, repartidos por diversos países del mundo.
Los estonios están más íntimamente ligados a los fineses y lapones que a sus vecinos, los habitantes originarios de las otras dos repúblicas bálticas, lituanos y letones.
La procedencia fino-báltica de los estonios los acerca, además de a los fineses, a diversos pueblos del norte de Europa como por ejemplo los fineses del Volga (los Komi y los Udmurtos), y los habitantes de la costa del ártico como los nezen o los lapones.

## Historia
El territorio que actualmente ocupa Estonia empezó a ser habitado hace 10 000 años, después del deshielo de la última glaciación y de que quedara así libre esta porción de territorio. No se sabe a ciencia cierta cual es la lengua que hablaban estos primeros pobladores, aunque sí se sabe que los ascendientes de los modernos estonios ya estaban aquí hace 5.000 años, pues en este tiempo se hablaba una lengua primitiva de la familia de las lenguas fino-úgricas. 
El idioma estonio está clasificado dentro del grupo de las lenguas ugrofinesas en el grupo de lenguas fino-bálticas, como el finés. El primer libro editado en estonio se editó en el año 1525, aunque el idioma aparece por primera vez en un documento del siglo XIII, cuando comenzaron las cruzadas contra Estonia, uno de los últimos lugares paganos de Europa.
La definición de estonio, tiene sus más antigua referencia en el año 98 cuando el historiador romano Tácito, en su libro Germania, recogió la palabra Aestii con la que los antiguos pueblos germánicos nombraban a los pueblos que habitaban al nordeste del río Vístula. 
Los primitivos escandinavos llamaban a la región del sur del golfo de Finlandia Eistland (de hecho esta es la palabra en islandés para Estonia) y a sus gentes los eisti, aún bien los propios estonios se llaman a sí mismo: Eesti. Los antiguos estonios así como otros pueblos de lengua finesa fueron llamados Chuds (чудь) en las crónicas escritas en antiguo ruso.
Las cruzadas bálticas en el siglo XIII dejaron Livonia, en el sur de Estonia, bajo poder de la orden teutónica. Desde esta primera invasión se crearon dos clases sociales diferentes, los alemanes que recibieron la denominación de alemanes del Báltico y los estonios sometidos a estos.
Si bien el sentimiento nacionalista estonio comenzó en el siglo XIX, durante el llamado Despertar nacional estonio, ya en el siglo XVIII entre los estonios se extendió la palabra eestlane para denominarse a sí mismos. La biblia fue traducida en 1739, y el número de libros y folletos publicados en estonio creció de los 18 en la década de 1750 a 54 en la década de 1790.
Antes del fin del siglo más de la mitad de campesinos adultos podían leer. Los primeros intelectuales que se identificaron a sí mismos como estonios, incluyendo a Friedrich Robert Faehlmann (1798-1850), Kristjan Jaak Peterson (1801-22), y a Friedrich Reinhold Kreutzwald (1803-82), aparecieron durante la década de 1820.
Las élites gobernantes de Estonia seguían siendo predominantemente germanas desde la conquista cruzada del siglo XIII. Garlieb Merkel (1769-1850), un alemán del Báltico estófilo, fue el primer autor en tratar a los estonios como una nacionalidad en igualdad a otras, y se convirtió en una fuente de inspiración para el movimiento nacional estonio, modelado en el mundo cultural alemán del Báltico en la primera mitad del siglo XIX. Sin embargo, a mediados del siglo XIX, el movimiento estonio se hizo más autónomo y comenzó a tomar como referencia al finlandés Fennoman y en menor medida al movimiento de los Jóvenes letones. Para finales de 1860, los estonios estaban poco dispuestos a reconciliarse con la hegemonía política y cultural germana. Con el proceso de rusificación iniciado por el Imperio ruso en 1880, comenzó también una corriente antirrusa en la población.
El porcentaje de estonios en Estonia ha variado a lo largo del siglo XX, pasando del 97% en 1945, al 61% en 1989, a causa de las deportaciones masivas organizadas por el régimen soviético y el programa soviético de inmigración masiva desde otras partes de la URSS, sobre todo de Rusia, Bielorrusia, y Ucrania, hacia las nuevas áreas industriales del nordeste de Estonia. Además del exilio de estonios durante esta época.
Desde la independencia de 1991, el porcentaje de estonios ha ido incrementándose hasta el 69% actual; en contrapartida, el porcentaje de rusos ha ido disminuyendo ya que muchos están emigrando de regreso a Rusia. No obstante, el número total de estonios también se encuentra con tendencia a la disminución, a causa de su saldo migratorio negativo y a una tasa de fecundidad inferior a 2.1 niños por mujer.

## Diáspora
Al igual que sus vecinos bálticos, los estonios tienen una importante diáspora, creada sobre todo después de la Segunda Guerra Mundial.
Aproximadamente hay 1.100.000 estonios en el mundo, de los cuales 930.000 viven en Estonia lo que representa un 85% del total; el 15% restante se reparten principalmente en Finlandia, Estados Unidos, Suecia, Canadá, Rusia, y Reino Unido.